# Haag, Sankt Gallen
Haag är en ort i kommunen Sennwald i kantonen Sankt Gallen, Schweiz. 